# Jean Moulin
Jean Moulin (Béziers, 20. lipnja 1899. — Metz, 8. srpnja 1943.) jedan je od heroja Francuskog pokreta otpora. Za vrijeme Drugog svjetskog rata general Charles de Gaulle zadužio ga je za ujedinjenje svih pokreta otpora protiv njemačke okupacije u Francuskoj.
Svoju karijeru započeo je u upravi prefekture, gdje je postigao zavidne rezultate. 1926. godine bio je izabran za najmlađeg francuskog potprefekta, a 11 godina kasnije za najmlađeg prefekta u Francuskoj. Obavljajući ovu funkciju, u lipnju 1940. za vrijeme njemačke okupacije, nacisti od njega traže da potpiše izjavu u kojoj stoji da je skupina senegalskih vojnika, pripadnika francuske vojske, počinila teška kaznena djela. Svjestan nevinost optuženih, Jean Moulin odbija potpisati dokument. Nakon toga uslijedio je zatvor, Višijska vlada odriješila ga je dužnosti te se on uključe Pokretu otpora.
Krajem 1941. u Londonu se pridružio Slobodnim francuskim snagama pod zapovjedništvom Charlesa de Gaullea. U britanskom glavnom gradu general de Gaulle mu je 1942. delegirao organiziranje podzemne grupe otpora sastavljene od raznih političkih stavova. Pod njegovim okriljem, pokret otpora razvio se u ujedinjenu vojnu strukturu s ozbiljnim bojnim potencijalom. 27. svibnja 1943. osniva se Nacionalno vijeće otpora (CNR) čiji je prvi predsjednik Moulin.
Međutim, njegovom djelovanju kraj je došao na kobnom sastanku u kući u Caluire u jugoistočnom predgrađu Lyona 21. lipnja 1943., kada je sazvan hitan sastanak zbog uhićenja jednog od viših časnika pokreta. Tog dana pao je u ruke Klausa Barbiea šefa lyonskog gestapa koji ga je ispitivao i mučio. Preminuo je na putu za Njemačku, dana 8. srpnja 1943.
1964. godine De Gaulle ga je panteonizirao kao simbol Pokreta otpora, slobodne Francuske i osobnosti koja je predstavljala i samog De Gaullea. Pisac André Malraux održao je povijesnu eulogiju prilikom prijenosa pepela Jeana Moulina u pariški Panthéon, gdje su pokopane druge velike ličnosti Francuske povjesti.